# Shane Ferguson
Shane Kevin Ferguson (Derry, 1991. július 12. –) északír válogatott labdarúgó, a Millwall játékosa.
Az Északír válogatott tagjaként részt vett a 2016-os Európa-bajnokságon.